# ZBOR
Jugosłowiański Narodowy Ruch „Zbor” (serb. Југословенски народни покрет „Збор”, serb.-chorw. Jugoslovenski narodni pokret „Zbor”) – skrajnie prawicowe jugosłowiańskie ugrupowanie polityczne o charakterze nacjonalistycznym i faszystowskim działające od 1935, jego członków nazywano potocznie Ljotićevci.

## Geneza
W latach 30. w Królestwie Jugosławii działało wiele nacjonalistycznych grup i organizacji społeczno-politycznych wyrażających serbskie aspiracje narodowe. Jedną z takich grup stworzył Dimitrije Ljotić, b. minister sprawiedliwości w rządzie Petara Živkovicia, który zrezygnował z tej funkcji po odrzuceniu przez króla Aleksandra I przygotowanych przez niego zmian w konstytucji. Organizował on wiele spotkań i wieców, podczas których omawiano narodowe problemy i rozważano możliwość przekształcenia się w zorganizowany ruch polityczny. Do najważniejszych uczestników tych spotkań należeli Stevan Ivanić, dr Cedomir Jovanović, prawnik Milan Aćimović, Dušan Stojanović, Jagoš Drašković, Dušan Janković, Ljubomir Barac, inżynier Ranko Vujić, Dragoslav Jefremović, inżynier Andrija Ljolja, dr Mirko Kosić, prawnik Nedeljko Branković. Od 25 lutego 1934 r. wydawano własny biuletyn pt. „Otadzbina”. Jednocześnie D. Ljotić działał w dziedzinie kolektywizmu. Stworzył w rodzinnej miejscowości Smeredevo związki producenckie rolników. Tymczasem w Belgradzie od pocz. października 1934 r. odbywał się kongres organizacji nacjonalistycznych z całego kraju. 9 października w Marsylii nieoczekiwanie został zamordowany przez chorwackich ustaszy król Aleksander I. Przyśpieszyło to podpisanie umowy zjednoczeniowej. 4 grudnia doszło w Belgradzie do drugiego kongresu, na którym główną rolę odgrywała grupa D. Ljoticia. W rezultacie 6 stycznia 1935 r. powołano Jugosłowiański Narodowy Ruch „Zbor”.

## Program ZBOR-u
Reprezentanci wszystkich grup i organizacji utworzyli Tymczasową Radę pod przewodnictwem D. Ljoticia. Wypracowała ona program nowego ugrupowania, który zawierał hasła antydemokratyczne i antypartyjne, antykomunistyczne, antysemickie i rasistowskie. Występowano w nim przeciw systemowi demokracji parlamentarnej i klasycznym ugrupowaniom politycznym. Uważano, że wszystkie partie powinny być zlikwidowane, a parlament mieli wybierać elektorzy reprezentujący różne grupy społeczne i zawody. Spośród elity społeczeństwa miał być tworzony rząd. Państwo miało być podporządkowane interesom narodu, a nie jego poszczególnych przedstawicieli. Obywatele powinni być aktywnie włączeni w tworzenie prawa i sprawować kontrolę nad działalnością rządu. Jedynym „nienaruszalnym” organem państwa miał być król. Duża uwaga była poświęcona rolnikom, którzy powinni się cieszyć dużym szacunkiem w społeczeństwie. Mieli się zrzeszać w kolektywne związki producenckie. Wszyscy obywatele mieli mieć zapewnione zatrudnienie. W tym celu powinno się stworzyć plan rolniczy i konsekwentnie wprowadzać go w życie. Rząd miał sprawować nadzór nad stosunkami między pracownikami i pracodawcami w celu ekonomicznej harmonii. Ważną kwestią była rasowa ochrona obywateli i rodziny, co było zapożyczeniem z programów włoskich faszystów i niemieckich narodowych socjalistów.

## Okres przedwojenny
W wyborach parlamentarnych w 1935 r. ZBOR uzyskał jedynie 0,86% głosów; do wybuchu wojny miał w kolejnych wyborach podobne poparcie społeczne. Ugrupowanie było zwalczane przez wszystkie najważniejsze siły polityczne w kraju, podobnie jak przez władze państwowe; jego wiece i spotkania były sabotowane, wydawane pisma cenzorowane, a członkowie aresztowani i przesłuchiwani. Największym wrogiem byli jednak komuniści, którzy próbowali zdyskredytować D. Ljoticia na wszelkie możliwe sposoby. Z drugiej strony był on jednym z najbardziej zagorzałych wrogów komunizmu i najpopularniejszych antykomunistycznych publicystów w Jugosławii. Jednocześnie był silnym antysemitą, piętnując rolę Żydów nie tylko w ruchu komunistycznym, ale też w liberalnej demokracji i kapitalizmie. Nazywał ich „przeklętymi ludźmi”, którzy chcą przejąć władzę nad innymi narodami za pomocą demokracji, kapitalizmu, masonerii i marksizmu. Nawoływał do ich czynnego zwalczania i bojkotowania ich handlu, gdyż są najbardziej cynicznymi i niebezpiecznymi wrogami chrześcijan, chrześcijańskich wartości i chrześcijańskiego modelu życia. Sam D. Ljotić był żarliwym wyznawcą prawosławia.
Symbolem ZBOR-u był miecz znajdujący się za tarczą z kłosem pszenicy na niej, a oficjalną pieśnią – „Vojska Smene”. Członkowie ruchu używali różnych haseł, jak „S verom u Boga i pobedu ZBORa” („Z wiarą w Boga i zwycięstwo ZBOR-u”), czy „Nastavljamo borbu do pobede” („Będziemy kontynuować walkę aż do zwycięstwa”). Organami prasowymi były pisma „Otadzbina”, „Zbor” i „Budjenje”. ZBOR miał swoją młodzieżową organizację pod nazwą Beli Orlovi (Białe Orły), której członkowie walczyli na ulicach miast z bojówkami komunistycznymi.

## Okupacja niemiecka
Po zajęciu Jugosławii przez Niemcy w kwietniu 1941 r., D. Ljotić i członkowie ZBOR-u podjęli politykę kolaboracji z okupantami. Przywódca ZBOR-u odgrywał bardzo ważną rolę w kształtowaniu marionetkowych władz na obszarze okupowanej Serbii. Początkowo negocjował z niemieckimi władzami okupacyjnymi powołanie cywilnego rządu, tzw. generalnej administracji (sam odmówił wejścia do niej), a następnie rządu gen. Milana Nedicia, którego osobiście wytypował. Ministrami w tym gabinecie zostało 2 członków ZBOR-u. Jeden z nich Mihailo Olćan zaproponował sformowanie ochotniczej formacji zbrojnej pod nazwą Serbski Korpus Ochotniczy do walki z partyzantką. Jej ideologicznym i politycznym przywódcą został D. Ljotić. Do Korpusu wstąpiło wielu członków ZBOR-u. Latem 1941 r. D. Ljotić nawiązał kontakt z płk. Dragoljubem Mihailoviciem, przywódcą antykomunistycznych czetników, obiecując pomoc oraz zaopatrywanie ich oddziałów w żywność i broń w celu stworzenia wspólnego fontu przeciwko komunistom. Kiedy Niemcy przegrywali wojnę, a Armia Czerwona zaczęła zbliżać się do granic Jugosławii, zmienił swoją strategię. W 1944 r. zaproponował wszystkim serbskim siłom nacjonalistycznym, obejmującym Serbski Korpus Ochotniczy, Serbską Straż Państwową gen. M. Nedicia oraz czetników z Serbii, Czarnogóry oraz Bośni i Hercegowiny, wycofanie się na obszar Słowenii, gdzie wespół ze słoweńskimi nacjonalistami walczyłyby wspólnie przeciwko komunistom Josipa Broz Tity. W rezultacie pod koniec wojny wraz z większością antykomunistycznych formacji serbskich znalazł się w Słowenii. Jednakże jego plan nie został zrealizowany z powodu braku zgody Niemców. Sam D. Ljotić zginął 22 kwietnia 1945 r. w wypadku samochodowym.